# Peña Colorada, Dolores Hidalgo
Peña Colorada är en ort i Mexiko.   Den ligger i kommunen Dolores Hidalgo och delstaten Guanajuato, i den centrala delen av landet, 280 km nordväst om huvudstaden Mexico City. Peña Colorada ligger 2 105 meter över havet och antalet invånare är 139.
Terrängen runt Peña Colorada är kuperad åt sydväst, men åt nordost är den platt. Runt Peña Colorada är det ganska tätbefolkat, med 93 invånare per kvadratkilometer. Närmaste större samhälle är Dolores Hidalgo, 17,0 km öster om Peña Colorada. Trakten runt Peña Colorada består i huvudsak av gräsmarker.